# アイ・アム・アザー
i am OTHER（アイ・アム・アザー）は、2011年にファレル・ウィリアムスが設立したレコードレーベル・アパレルブランド。Columbia Recordsと業務提携を行っている。

## 概要
会社名の「i am OTHER」の「i」はPharrell自身のことで、「OTHER」（他の物・人）のために自分が働くというのが「i am OTHER」であり、「考える人たち、革新を起こす人たち、拒絶された人たちに貢献する、文化的なムーブメント」だという。さらに「OTHER」はカテゴライズされたものではなく、「固定観念に反抗する」集団であり、オリジナルであること、個性的であることを求めており、「OTHERであろう」と呼びかけている。
PharrellのレコードはChad Hugoと共に2001年に設立したレーベル「Star Trak Entertainment」からリリースしていたが、2013年の「Happy」からi am OTHERに移行。2014年にはアルバム「G I R L」をリリースした。2015年にPharrellがプロデュースしたSnoop Doggのアルバム「BUSH」も、Doggystyle Recordsと共にi am OTHERからリリースしている。

## 所属アーティスト
- Pharrell Williams (2013年 - )
- Snoop Dogg (2014年)
- N.E.R.D
- The Neptunes

## 傘下会社
- Billionaire Boys Club & Icecream (アパレル)
- Bionic Yarn (映画製作)
- Brooklyn Machine Works (バイク)
- UJAM (楽曲作成サイト)